# The New Roses
The New Roses (Eigenschreibweise auch THE NEW ROSES) ist eine deutsche Rockband aus Wiesbaden.

## Geschichte

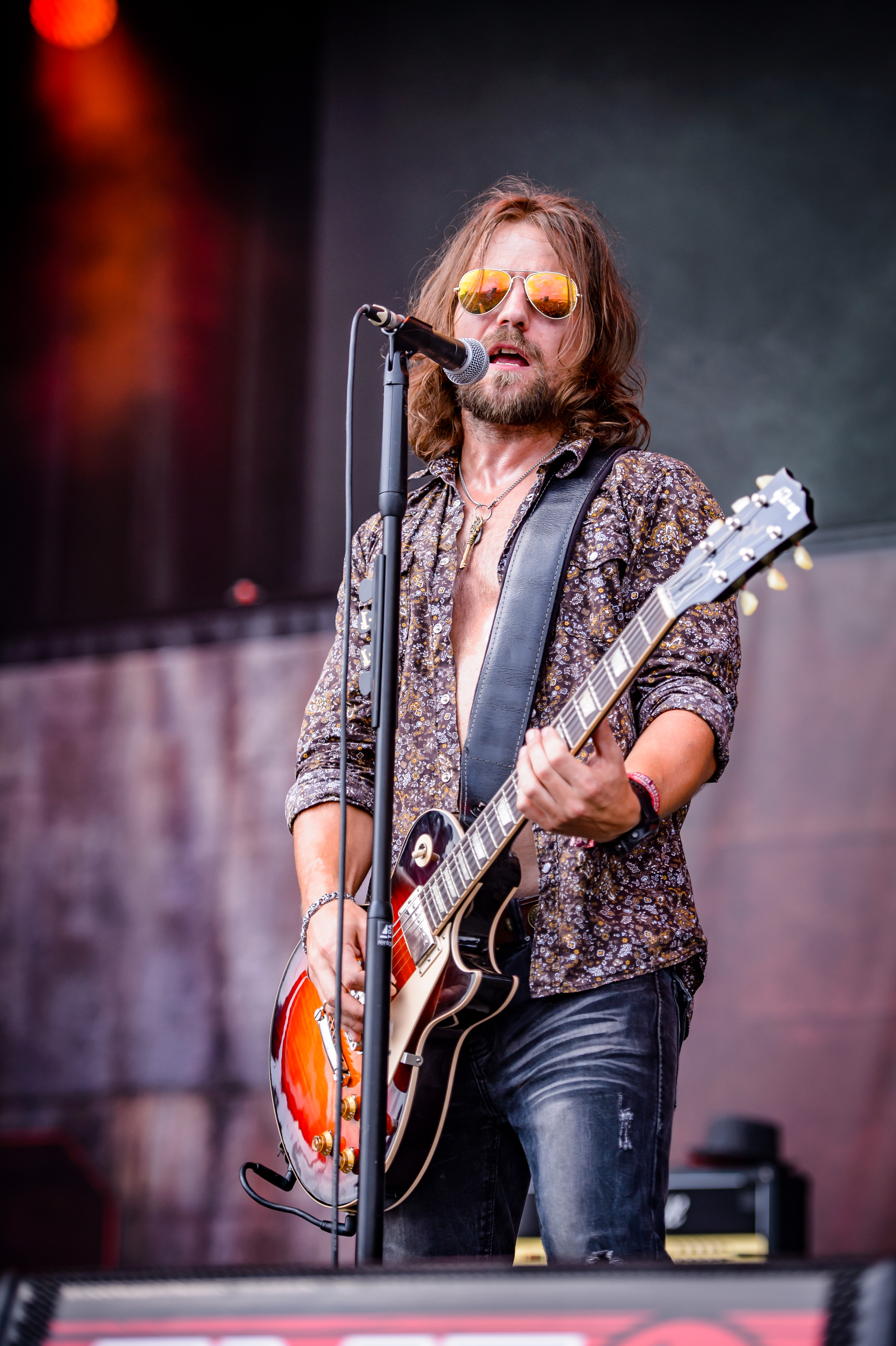
Sänger Timmy Rough

Die heute fünfköpfige Band wurde 2007 von Sänger/Gitarrist Timmy Rough und Schlagzeuger Urban Berz in Wiesbaden gegründet und 2012 in „The New Roses“ umbenannt. Die Band wurde 2008 von Bassist Stefan Kassner und 2012 von Gitarrist Dizzy Presley komplettiert und spielte bereits Konzerte im Vorprogramm von ZZ Top, Black Stone Cherry, Joe Bonamassa, Die Toten Hosen, Blackfoot und Roger Chapman. 2010 begleiteten sie die US-amerikanische Band Molly Hatchet im Vorprogramm auf ihrer „Justice World Tour“ durch Deutschland und die Schweiz. Mit der gleichnamigen EP veröffentlichten The New Roses über ihr eigenes Label (Vertrieb: Soulfood) am 21. Dezember 2012 ihren ersten Tonträger. Neben drei Eigenkompositionen befindet sich darauf u. a. die Coverversion des Tom-Petty-Liedes Refugee. 2013 erschien beim gleichen Label das erste Album mit dem Titel Without a Trace, dessen Titelsong und erste Singleauskopplung auch als Bonustrack auf dem deutschen Soundtrack der US-Fernsehserie Sons of Anarchy (Kabel eins) zu hören ist. Im Mai 2014 verließen Stefan Kassner und Dizzy Presley die Band. Mit Norman Bites (Gitarre) und Hardy (Bass) wurde die Besetzung kurz darauf wieder vervollständigt. Von 2012 bis 2014 spielten The New Roses über 150 Shows in Deutschland, der Schweiz und Spanien. Am 14. Februar 2015 unterschrieben The New Roses einen internationalen Plattenvertrag mit Napalm Records.

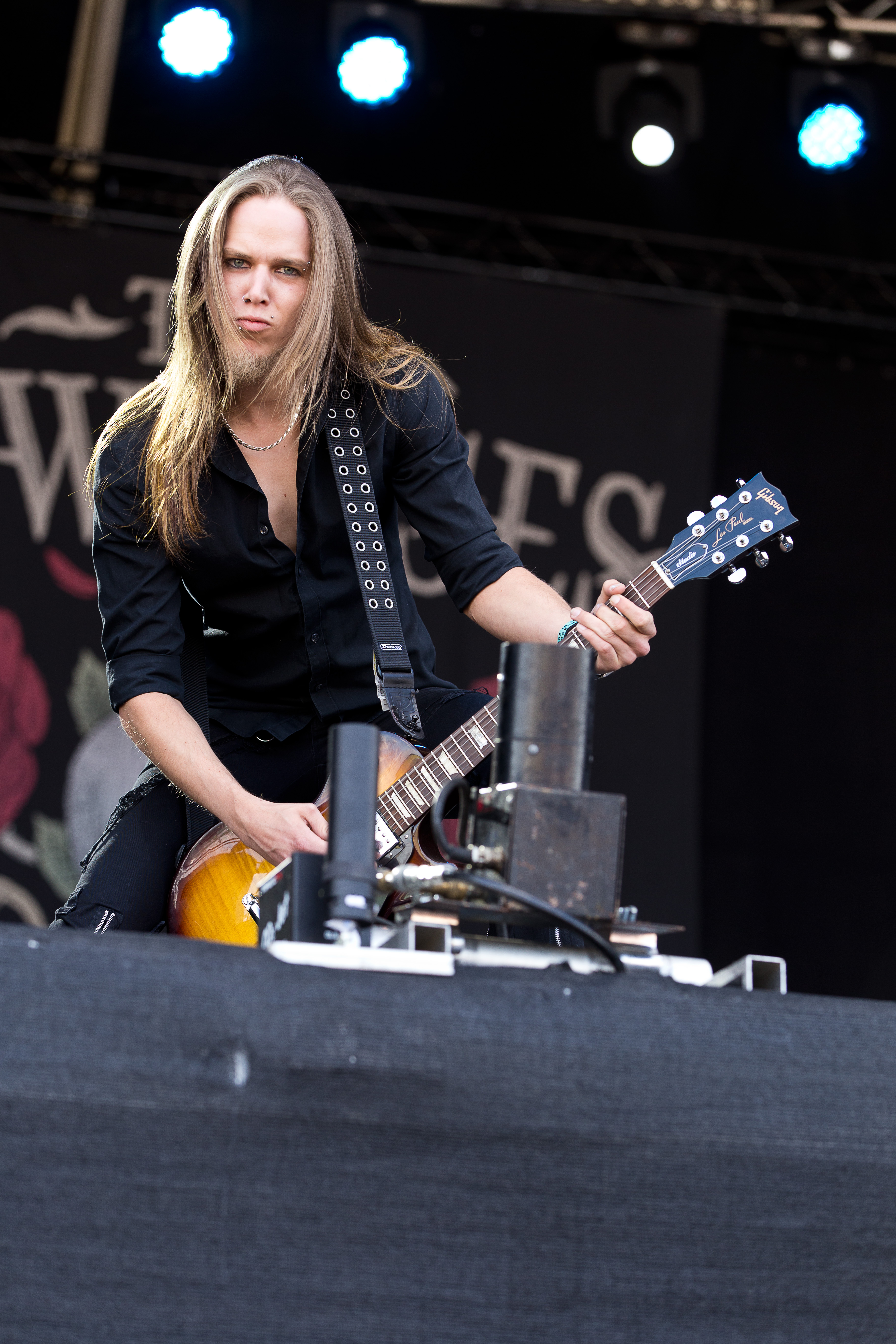
Gitarrist Norman Bites

Am 6. Juni 2015 spielten The New Roses während ihrer laufenden Tour auf Einladung der UEFA beim Fanfest zum Champions-League-Finale 2015 in Berlin am Brandenburger Tor. Im Herbst/Winter 2015 spielte die Band erneut mehrere Shows mit Accept und unterstützte ab dem 12. Dezember 2015 erneut Molly Hatchet auf deren Deutschlandtour. Das Album Dead Man’s Voice wurde am 26. Februar 2016 veröffentlicht und brachte der Band ihre erste Chartplatzierung. Das Album stieg auf Platz 36 der deutschen Albumcharts ein. Am Tag der Albumveröffentlichung startete auch die Dead Man´s Voice-Tour im ausverkauften Schlachthof in Wiesbaden. Im Sommer 2016 folgten europaweit Auftritte bei Festivals wie dem Summer Breeze, Rockharz Open Air, Love Ride Festival Schweiz, sowie Show Bike Aquitaine, Raismes Fest und Plougarock Festival in Frankreich. Hinzu kamen einige Clubshows als Vorgruppe der amerikanisch-australischen Band The Dead Daisies, zudem eröffneten The New Roses für Y&T aus den USA.
Im Oktober 2016 tourten The New Roses deutschlandweit mit ihren Labelkollegen von Serum 114 und waren im Dezember 2016 im Vorprogramm von Saxon zu sehen. Im Februar 2017 spielten The New Roses erstmals drei Shows in England. Im April 2017 tourten The New Roses zwei Wochen in Spanien und anschließend in Frankreich. Im Juni spielten sie weitere Shows im Vorprogramm von The Dead Daisies in Deutschland, Frankreich und der Schweiz sowie beim Hellfest. Im August 2017 veröffentlichten The New Roses ihr drittes Album One More for the Road, welches Platz 20 der deutschen Albumcharts sowie Platz 52 der Schweizer Albumcharts erreichte. Produziert wurde das Album ein weiteres Mal im Bazement Studio in Strinz-Trinitatis von Markus Teske. Im September 2017 spielten The New Roses zwei Shows in Masar-e Scharif, Afghanistan für die multinationalen Truppen der Operation Resolute Support. Anschließend startete die One More for the Road Tour, die The New Roses durch mehrere europäische Länder führte, unter anderem spielte die Band im November 2017 beim Hard Rock Hell Festival in Wales zusammen mit Airbourne und Y&T.
Am 17. März 2018 wurde ein vollständiges Konzert von The New Roses vom Westdeutschen Rundfunk Köln (WDR) für das Fernsehen aufgezeichnet. Die Band spielte im Rahmen des Crossroads-Festivals 2018 in der Bonner Harmonie für das WDR-Format Rockpalast. Das Konzert wurde am 14. Mai 2018 auf 3sat und am 4. Juni 2018 im WDR ausgestrahlt. Im Oktober 2018 erhielten The New Roses erstmals eine Einladung zur KISS Kruise nach Miami (USA), wo sie im Rahmen einer fünftägigen Kreuzfahrt neben Bands wie KISS, The Dead Daisies und Ace Frehley mehrere Konzerte an Bord des Kreuzfahrtschiffes Norwegian Jade spielten. Im Mai 2019 folgten weitere Shows als Special Guests von KISS auf deren End of the Road World Tour in Leipzig, Wien und München sowie im Sommer mehrere Shows im Vorprogramm der Scorpions in der Schweiz und in Deutschland. Im Juli 2019 spielten The New Roses erstmals in Russland im Rahmen des BIG GUN Festivals bei Moskau. Weitere Bands, die dort auftraten, waren u. a. U.D.O. und Bonfire.
Am 2. August 2019 erschien das Album Nothing But Wild. In die Deutschen Albumcharts stieg es auf Platz 10 ein. Am selben Tag spielte die Band eine Show beim Wacken Open Air. Nach weiteren Festivalshows u. a. beim Giessener Kultursommer (zusammen mit Gotthard und Krokus) und beim Riverside Festival in der Schweiz (mit Alice Cooper, Dee Snider und Black Stone Cherry) startete im Oktober die Nothing But Wild Tour, deren erste Termine nach einem Showabbruch aufgrund einer Erkrankung von Sänger Timmy Rough beim Eröffnungskonzert in Hamburg ins Frühjahr 2020 verschoben werden mussten.
Anfang November wurden The New Roses erneut zur KISS Kruise nach Miami eingeladen, die diesmal nach Jamaika führte. Im Anschluss wurde die um Festivalshows in Tschechien (Winter Masters of Rock) und dem Vereinigten Königreich (Croydon Rocks) erweiterte Nothing But Wild Tour in Deutschland fortgesetzt und die drei entfallenen Konzerte im Januar 2020 nachgeholt. Der bei den Nachholterminen wegen Krankheit verhinderte Gitarrist Norman Bites wurde von seinem Vorgänger Dizzy Presley vertreten. Im Februar 2020 spielte die Band noch 4 Shows in Frankreich, alle anschließend geplanten Tourtermine mussten aufgrund der COVID-19-Pandemie verschoben werden und konnten erst im Frühjahr und Sommer 2022 nachgeholt werden. Gitarrist Norman Bites, der nach längerer, krankheitsbedingter Abwesenheit im Juni 2021 seinen Ausstieg aus der Band bekanntgegeben hatte, wurde durch Dizzy Presley, der sich von nun an Dizzy Daniels nannte, ersetzt.
Nach Aufhebung der staatlichen Corona-Beschränkungen im April 2022 konnten The New Roses den zweiten Teil ihrer Nothing But Wild Tour nachholen und spielten anschließend erneut als Special Guests im Vorprogramm von Kiss in Deutschland und Belgien sowie mit Foreigner in der Münchener Olympiahalle.
Im Frühjahr 2023 startete die Band nach Veröffentlichung des nächsten Studioalbums Sweet Poison die gleichnamige Tour, zu der auch das frühere Bandmitglied Norman Bites als zusätzlicher Gitarrist zurückkehrte.
Das sechste Studioalbum Attracted to Danger folgte am 4. Oktober 2024. Dieses wird mit der gleichnamigen Tour zwischen Oktober und Dezember 2024 promotet. Als Special Guest verstärkt sie die finnische Rockband Moon Shot.

## Diskografie

### Alben
| Jahr | Titel Musiklabel                     | Höchstplatzierung, Gesamtwochen, AuszeichnungChartplatzierungen (Jahr, Titel, Musiklabel, Platzierungen, Wochen, Auszeichnungen, Anmerkungen) | Höchstplatzierung, Gesamtwochen, AuszeichnungChartplatzierungen (Jahr, Titel, Musiklabel, Platzierungen, Wochen, Auszeichnungen, Anmerkungen) | Höchstplatzierung, Gesamtwochen, AuszeichnungChartplatzierungen (Jahr, Titel, Musiklabel, Platzierungen, Wochen, Auszeichnungen, Anmerkungen) | Anmerkungen                            |
| Jahr | Titel Musiklabel                     | DE | AT | CH | Anmerkungen                            |
| ---- | ------------------------------------ | --- | --- | --- | -------------------------------------- |
| 2013 | Without a Trace Last Bullet          | — | — | — | Erstveröffentlichung: 19. Februar 2013 |
| 2016 | Dead Man’s Voice Napalm Records      | DE36 (1 Wo.)DE | — | — | Erstveröffentlichung: 26. Februar 2016 |
| 2017 | One More for the Road Napalm Records | DE20 (1 Wo.)DE | — | CH52 (1 Wo.)CH | Erstveröffentlichung: 23. August 2017  |
| 2019 | Nothing But Wild Napalm Records      | DE10 (5 Wo.)DE | AT45 (1 Wo.)AT | CH31 (2 Wo.)CH | Erstveröffentlichung: 2. August 2019   |
| 2022 | Sweet Poison Napalm Records          | DE13 (6 Wo.)DE | — | CH37 (1 Wo.)CH | Erstveröffentlichung: 21. Oktober 2022 |
| 2024 | Attracted to Danger Napalm Records   | DE42 (1 Wo.)DE | — | CH43 (1 Wo.)CH | Erstveröffentlichung: 4. Oktober 2024  |

### EPs
- 2012: The New Roses

### Musikvideos
- 2013: Whiskey Nightmare
- 2013: Without a Trace
- 2013: It’s a Long Way
- 2013: Devil’s Toys
- 2013: Medicine Man
- 2014: For a While
- 2016: Thirsty
- 2016: Dead Man’s Voice
- 2016: What If It Was You
- 2017: Every Wild Heart
- 2017: Life Ain’t Easy
- 2019: Down by the River
- 2019: Glory Road
- 2022: The Usual Suspects
- 2022: My Kinda Crazy